# 王弼
王弼（226年—249年），字輔嗣，山陽郡高平縣（今山東省濟寧市微山縣西北）人，三國時代曹魏經學家、易學家，魏晉玄學的主要代表人物之一。
父親是王業，兄長是王宏。祖父王凱是王粲的族兄，祖母是劉表之女（《博物記》）。
為《道德經》和《易經》撰寫注解，對後世影響甚大。由於漢代、三國《道德經》的注釋本大多失傳，王弼的《道德經注》成了本書流傳至今的最早注釋本。

## 生平
在年幼時已非常聰明，十餘歲時，好老子，而且口才出眾，與鍾會齊名。未弱冠時，已為當時的官員、文人所識。與吏部郎裴徽見面時，裴徽一見而感到奇異，並問：「夫無者，誠萬物之所資也，然聖人莫肯致言，而老子申之無已者何」，王弼回答：「聖人體無，無又不可以訓，故不說也。老子是有者也，故恆言無所不足」（《王弼傳》。《世說新語，文學》則記載是在弱冠後見裴徽，徽問曰：「夫無者，誠萬物之所資，聖人莫肯致言，而老子申之無已，何邪」，王弼回答：「聖人體無，無又不可以訓，故言必及有；老、莊未免於有，恆訓，其所不足」）。後來亦為傅嘏所知。當時，何晏為吏部尚書，亦對王弼的才能甚是驚奇。
正始年間，黃門侍郎未有人擔任，何晏已起用賈充、裴秀、朱整，又商議任用王弼。當時丁謐與何晏爭衡，向曹爽推薦高邑王黎。於是曹爽起用王黎，而以王弼補任尚書郎。在上任後，與曹爽見面，曹爽屏退左右，而王弼只與其論道，於是被曹爽輕視。當時，曹爽專政，任用親信。王弼通達，並不經營名聲。王黎病死後，曹爽以王沈代王黎，王弼於是不得在其門下，何晏為之歎恨。因為年資甚淺，而且不擅長公務，於是更不受注意。
淮南人劉陶，善論縱橫，為時人所推舉，每次與王弼談話，常被王弼所折服。
何晏認為聖人無喜怒哀樂，其論甚是精妙，鍾會等人亦同意。而王弼與之不同，認為聖人的神明多於人，而五情與人相同，「神明茂，所以能體沖和以通無；五情同，故不能無哀樂以應物。然則聖人之情，應物而無累於物者也。今以其無累，便謂不復應物，失之多矣」。
在為《周易》作注後，潁川人荀融問難王弼《繫辭上》中「大衍」的要義。王弼答其意，寫信諷刺荀融：「夫明足以尋極幽微，而不能去自然之性。顏子之量，孔子之所預在，然遇之不能無樂，喪之不能無哀。又常狎斯人，以為未能以情從理者也，而今乃知自然之不可革。足下之量，雖已定乎胸懷之內，然而隔踰旬朔，何其相思之多乎。故知尼父之於顏子，可以無大過矣」。
正始十年（249年），曹爽被廢，王弼亦被免官。同年秋天，以癘疾亡，年僅24歲。無子絕嗣，但有一女嫁予趙季子。

## 人物、逸事
- 性格和於名理，喜好遊宴，亦識音律，擅長投壺。然而王弼時常藉著才華嘲笑他人，亦被當時的士人討厭。（《王弼傳》）
- 與鍾會友好。鍾會論議以校練為主，不過亦佩服王弼的高致。（《王弼傳》）
- 初時與王黎、荀融相善。後來因為王黎被起用為黃門侍郎，於是怨恨王黎。而與荀融亦變得不和。（《王弼傳》）
- 在未弱冠時，往見何晏，當時論客滿席。何晏曾聞王弼名，以論勝者的論理問王弼：「此理僕以為極，可得復難不」，於是王弼問難，滿席人都折服。王弼又數次作主客自問自答，其論皆滿席人所不及。（《世說新語，文學》）
- 何晏曾注《老子》，未完成，見王弼自說注老子旨，因為王注精奇，自認為不及之，不能回應，只得唯唯諾諾，於是不再繼續為《老子》作注，改作《道德論》。（《世說新語，文學》）
- 死後，司馬師等有識之士亦為之嗟歎。（《王弼傳》）
- 據說在為《周易》作注時，輒笑鄭玄為儒，認為「老奴甚無意」。於時夜分，忽然聽見門外閣有腳步聲，有人進來，自稱鄭玄，叱責：「君年少，何以輕穿文鑿句，而妄譏誚老子邪？」極有忿色，言罷離去。王弼心生畏惡，不久後患厲疾而死。（《幽明錄，卷三》）

## 評價
- 何晏嘆之曰：「仲尼稱後生可畏，若斯人者，可與言天人之際乎」。（《王弼傳》、《世說新語，文學》）
- 王濟好談，病老、莊，常云：「見弼易注，所悟者多」。（《王弼傳》）
- 何劭：「弼天才卓出，當其所得，莫能奪也」、「弼注《老子》，為之《指略》，致有理統。著道略論，注《易》，往往有高麗言」、「然弼為人淺而不識物情」、「其論道傅會文辭，不如何晏，自然有所拔得，多晏也」。（《王弼傳》）
- 陳壽：「弼好論儒道，辭才逸辯」。（《三國志，鍾會傳》）
- 孫盛曰：「《易》之為書，窮神知化，非天下之至精，其孰能與於此？世之註解，殆皆妄也。況弼以傅會之辨而欲籠統玄旨者乎？故其敘浮義則麗辭溢目，造陰陽則妙頤無聞，至於六爻變化，群象所效，日時歲月，五氣相推，弼皆擯落，多所不關。雖有可觀者焉，恐將泥夫大道」。（《三國志注，鍾會傳》）
- 東晉范甯：「黃唐緬邈，至道淪翳，濠濮輟詠，風流靡托，爭奪兆于仁義，是非成於儒墨。平叔神懷超絕，輔嗣妙思通微，振千載之頹綱，落周孔之塵網。斯蓋軒冕之龍門，濠梁之宗匠。嘗聞夫子之論，以為罪過桀紂，何哉？」、「王、何叨海內之浮譽，資膏粱之傲誕，畫螭魅以為巧，扇無檢以為俗。鄭聲之亂樂，利口之覆邦，信矣哉。吾固以為一世之禍輕，歷代之罪重，自喪之釁小，迷眾之愆大也」。（《晉書，范甯傳》）
- 南北朝劉勰：「魏之初霸，術兼名法。傅嘏、王粲，校練名理。迄至正始，務欲守文；何晏之徒，始盛玄論。於是聃周當路，與尼父爭途矣。詳觀蘭石之《才性》，仲宣之《去伐》，叔夜之《辨聲》，太初之《本無》，輔嗣之《兩例》，平叔之二論，並師心獨見，鋒穎精密，蓋論之英也」、「若夫注釋為詞，解散論體，雜文雖異，總會是同。若秦延君之注《堯典》，十餘萬字；朱文公之解《尚書》，三十萬言，所以通人惡煩，羞學章句。若毛公之訓《詩》，安國之傳《書》，鄭君之釋《禮》，王弼之解《易》，要約明暢，可為式矣」。（《文心雕龍，論說》）
- 隋朝顏之推：「何晏、王弼，祖述玄宗，遞相誇尚，景附草靡，皆以農、黃之化，在乎己身，周、孔之業，棄之度外」、「輔嗣以多笑人被疾，陷好勝之阱也」。（《顏氏家訓，勉學》）
- 唐朝孔穎達：「惟魏世王輔嗣之注，獨冠古今」。（《易正義序》）
- 宋朝朱熹：「王弼周易，巧而不明」。（《朱子語類，孟子一》）

## 外部連結
- 湯用彤：〈貴無之學——王弼 （页面存档备份，存于）〉。
- 金谷治：〈“無”的思想之展開——從老子到王弼 （页面存档备份，存于）〉。
- 天火易經資源網 王弼周易注查詢 （页面存档备份，存于）

## 延伸阅读
[在维基数据编辑]
 在维基文库阅读此作者作品
 《三國志/卷28》，出自陳壽《三國志》
1. ↑  張湛《列子注序》